# Lac Nueltin
Le lac Nueltin (en langue chipewyan : lac de l'île qui dort) est situé en grande partie dans la région Kivalliq situé dans le territoire Nunavut avec une prolongation méridionale dans le Nord de la province du Manitoba.
Le lac Nueltin s'étire sur une longueur de 144 kilomètres. Le lac fut un lieu de traite de fourrure entre Amérindiens et trappeurs.
Le lac Nueltin est alimenté par plusieurs lacs avoisinants, il est drainé par la rivière Thlewiaza qui coule en direction nord-est jusqu'à la baie d'Hudson.